# Sunshine Stars Football Club
O Sunshine Stars Football Club é um clube de futebol com sede em Akure, Nigéria. A equipe compete no Campeonato Nigeriano de Futebol.

## História
O clube foi fundado em 1995.

## Ex-treinadores
- Kadiri Ikhana (2000)
- Rodolfo Zapata (2010)
- Paul Ashworth (2015)